# Yalennis Castillo
Yalennis Castillo (Holguín, 21 de maio de 1986) é uma judoca cubana da categoria até 78 quilos.
No Jogos Olímpicos de 2008 obteve a medalha de prata ao ser derrotada na luta final pela chinesa Yang Xiuli por decisão dos árbitros. Nos Jogos do Rio de Janeiro 2016 perdeu a disputa pela medalha de bronze para a brasileira Mayra Aguiar.